# Uroleucon malarguense
Uroleucon malarguense är en insektsart som beskrevs av Ortego och Nieto Nafría 2007. Uroleucon malarguense ingår i släktet Uroleucon och familjen långrörsbladlöss. Inga underarter finns listade i Catalogue of Life.